# Comuna Nahaciv, Iavoriv
Nahaciv (în ucraineană Нагачів) este o comună în raionul Iavoriv, regiunea Liov, Ucraina, formată din satele Lîpîna, Nahaciv (reședința) și Semîrivka.

## Demografie
Componența lingvistică a comunei Nahaciv
     Ucraineană (99,87%)
     Alte limbi (0,13%)
Conform recensământului din 2001, majoritatea populației comunei Nahaciv era vorbitoare de ucraineană (99,87%), existând în minoritate și vorbitori de alte limbi.